# Colobochyla
Colobochyla là một chi bướm đêm thuộc họ Erebidae.

## Các loài
- Colobochyla interpuncta Grote, 1872
- Colobochyla salicalis - Lesser Belle Denis & Schiffermüller, 1775